# Aphidius inclusus
Aphidius inclusus är en stekelart som beskrevs av Julius Theodor Christian Ratzeburg 1852. Aphidius inclusus ingår i släktet Aphidius och familjen bracksteklar. Inga underarter finns listade i Catalogue of Life.